# Moniatycze-Kolonia
Moniatycze-Kolonia [pronunciación en polaco: /mɔɲaˈtɨt͡ʂɛ kɔˈlɔɲa/] es un pueblo en el distrito administrativo de Gmina Hrubieszów, dentro del Distrito de Hrubieszów, Voivodato de Lublin, en el este de Polonia, cercano a la frontera con Ucrania. Se encuentra aproximadamente 8 kilómetros al norte de Hrubieszów y 100 kilómetros al sudeste de la capital regional, Lublin.
El pueblo tiene una población de 171 habitantes.